# Мандер (Алберта)
Мандер (енгл. Mundare) је малена варошица у централном делу канадске провинције Алберта, у оквиру статистичке регије Централна Алберта. Налази се 70 км источно од административног центра провинције града Едмонтона, а најближе насеље је варошица Вегревил која се налази 24 км источније. Насеље је важна саобраћајна раскрсница и кроз њега пролазе деонице регионалних путева 15 и 855, у близини пролази и провинцијски ауто-пут Јелоухед, као и железница. 
Југозападно од вароши налази се језеро Биверхил, док је на око 30 км западно национални парк Елк Ајланд.
Према резултатима пописа становништва из 2011. у варошици је живело 855 становника у 387 домаћинстава, што је за чак 20,1% више у односу на попис из 2006. када је регистровано 712 житеља.
Један од најупечатљивијих симбола насеља је гигантска кобасица висока 12,8 метара и тешка 6 тона, за чију градњу је потрошено 120.000 долара.

## Становништво
| 2006. | 2011. |
| ----- | ----- |
| 712   | 855   |